# Język amba (bantu)
Język amba – język z rodziny bantu, używany w głównie w Ugandzie, a także w Demokratycznej Republice Konga. Według danych Ethnologue liczba jego użytkowników wynosi ok. 40 100 osób, z czego 35 600 (2002) zamieszkuje Ugandę. Według statystyk z 1980 roku liczba osób mówiących językiem amba wynosiła ok. 60 tys. osób.